# Seznam uměleckých realizací ve veřejném prostoru na Černém Mostě
Seznam uměleckých realizací na Černém Mostě v Praze 14 obsahuje tvorbu výtvarných umělců umístěnou ve veřejném prostoru v katastrálním území Černý Most. Seznam je řazen podle ulic a nemusí být úplný.

## Seznam uměleckých realizací
| Název                             | Fotografie                                                        | Lokace                                                  | Autor                      | Rok  | Popis                        | Poznámka                                             |
| --------------------------------- | ----------------------------------------------------------------- | ------------------------------------------------------- | -------------------------- | ---- | ---------------------------- | ---------------------------------------------------- |
| Velkoplošný portrét Josefa Brykse |                                                                   | Bryksova 50°6′19,5″ s. š., 14°34′58,91″ v. d.           | Vladimír Strejček (*1978)  | 2019 | památník, mural art; 1,7×5 m | odhaleno 23. října                                   |
| Kameník                           | Kategorie „Kameník (Pavel Přikryl)“ na Wikimedia Commons          | Cíglerova 50°6′21,54″ s. š., 14°33′30,23″ v. d.         | Pavel Přikryl (*1940)      | 1984 | socha, pískovec              | parkoviště, pro kulturní centrum sídliště Černý Most |
| Chlapec s míčem (†)               | Kategorie „Chlapec s míčem (Zdeněk Němeček)“ na Wikimedia Commons | Dygrýnova 1006/21 50°6′14,6″ s. š., 14°34′14,88″ v. d.  | Zdeněk Němeček (1931–1989) |      | socha, bronz                 | základní škola odstraněno                            |
| Fontána                           |                                                                   | Generála Janouška 50°6′24,35″ s. š., 14°34′19,03″ v. d. | Aleš Werner (*1952)        | 1994 | fontána                      | Poliklinika Černý Most                               |